# Leithum
Leithum (Luxemburgs: Leetem) is een plaats in de gemeente Weiswampach en het kanton Clervaux in Luxemburg.
Leithum telt 73 inwoners (2001).
Het dorpje ligt hemelsbreed ongeveer 3,5 kilometer ten noordoosten van Weiswampach.
In het dorp staat de Onze-Lieve-Vrouw-Onbevlekt-Ontvangenkerk.
Beiler · Binsfeld · Breidfeld · Holler · Leithum · Maulusmühle · Wemperhardt

Luxemburgse gemeenten · Kanton Clervaux · Luxemburg